# Ctenophthirus cercomydis
Ctenophthirus cercomydis ist eine Art der Echten Tierläuse, die beim Gemeinen Punaré, einer in Brasilien vorkommenden Stachelratte, parasitiert.

## Merkmale
Weibchen sind 1,6 mm lang, Männchen 1,5 mm. Der Kopf ist etwas länger als breit. Die Fühler sind fünfgliedrig ohne Sexualdimorphismus, an der Unterseite und am ersten Glied sind kleine, nach hinten gerichtete Höckerchen ausgebildet. Augen fehlen. Der Thorax ist etwa genauso lang wie der Kopf, aber etwas breiter. Die breite Sternalplatte ist schildförmig mit nach vorn gerichteter Spitze. Das erste Beinpaar ist schwach entwickelt. Die Tibiae aller Beine besitzen einen Fortsatz (Tibialdaumen), der mit der jeweiligen Kralle opponiert. Der Tarsus des zweiten und dritten Beinpaars ist etwas abgeflacht. Das Abdomen trägt gut entwickelte Tergiten und Sterniten, Pleuriten sind im zweiten bis achten Segment ausgebildet. Weibchen haben drei Platten mit drei Borstenreihen im Bereich des vierten bis sechsten Tergiten und im Bereich des dritten bis sechsten Sterniten. Am zweiten, siebten und achten Tergit und siebten und achten Sternit treten zwei Platten mit zwei Borstenreihen auf. Männchen sind durch zwei Borstenreihen am dritten Tergit und dritten bis siebten Sternit und eine Borste an den übrigen Sterniten charakterisiert.